# سوروداكتيلوس فاشياتوس
سوروداكتيلوس فاشياتوس هو نوع من السحالي، من فصيلة وزغية. وهو مستوطن في في المغرب.
موائلها الطبيعية هي الغابات المعتدلة، والنباتات الشجرية، والمناطق الصخرية، والأراضي الصالحة للزراعة، والمراعي. وهو مهدد بخسارة موطنه.